# Freestyle Fellowship
Freestyle Fellowship sono un gruppo musicale hip hop statunitense formatosi a Los Angeles nel 1991 e composto da Aceyalone, Myka 9, P.E.A.C.E. e Self Jupiter.
To Whom It May Concern..., album di debutto del 1991 apprezzato dalla critica, è definito nel libro Classic Material: The Hip-Hop Album Guide di Oliver Wang come «uno degli LP più influenti mai pubblicati nella West Coast, praticamente l'antipasto per l'intero movimento underground californiano negli anni novanta e oltre.» Due anni dopo esce Innercity Griots: AllMusic gli assegna cinque stelle su cinque, ottiene nuovamente i favori della critica specializzata e negli anni duemiladieci è inserito in diverse classifica dei migliori album del genere.
Dopo anni di pausa, nel 2001 il gruppo pubblica un album di remix e Temptations: il terzo album in studio del gruppo riceve recensioni negative. Segue un EP e The Promise (2011), entrambi recensiti con valutazioni miste.

## Discografia
Album
- 1991 - To Whom It May Concern...
- 1993 - Innercity Griots
- 2001 - Temptations
- 2011 - The Promise

EP
- 2002 - Shockadoom

Album di remix
- 2001 - To Whom It May Concern... Version 2.0

Mixtape
- 2011 - Power Plant